# مهرجان كان السينمائي 2000
مهرجان كان السينمائي لعام 2000 هو الدورة الـ53 للمهرجان عقد في 14 إلى 25 مايو من عام 2000، وحصل فيلم «راقصة في الظلام» للمخرج الدنماركي لارس فون ترايير على السعفة الذهبية.